# Microgramma cordata
Microgramma cordata là một loài thực vật có mạch trong họ Polypodiaceae. Loài này được (Desv.) Crabbe miêu tả khoa học đầu tiên năm 1967.